# Мамедов, Шуай Мусаевич
Шуай Мусаевич Мамедов (бел. Шуай Мусаевіч Мамедаў; род. 27 октября 1996 года, Мурманск, Россия) — российский, а ныне белорусский борец классического стиля. Чемпион Республики Беларусь 2018. Мастер спорта России по греко-римской борьбе. Мастер спорта Республики Беларусь по греко-римской борьбе.

## Биография
Родился Шуай в городе Мурманск, Россия в лезгинской семье. Начал заниматься греко-римской борьбой в 7 лет там же. Первыми тренерами были Пивоваров Олег Павлович и Гущин Олег Георгиевич.

## Спортивная карьера

### Ранее годы
Первые результаты для Мамедова пришли в 2011 году, в феврале он пришёл вторым на международном турнире среди школьников памяти Ивана Ивлева в весе до 58 кг. В ноябре он выиграл всероссийский турнир «Осенний Мурманск». Летом 2013 года он стал финалистом первенства России среди кадетов в весе до 69 кг в составе сборной команды Санкт-Петербурга.  В начале 2016 года выиграл международный турнир «Herman Kare» в Финляндии. В июне 2016 года году выполнил норматив мастера спорта России по греко-римской борьбе. В 2017 году сменил российское гражданство на белорусское.

### В составе сборной Беларуси
В 2018 году впервые выиграл взрослый чемпионат Республики Беларусь, был финалистом первенство Беларуси до 23 лет, а также добыл бронзовую медаль первенства мира среди студентов в Бразилии. В 2019 году снова стал финалистом первенство Беларуси до 23 лет и бронзовым медалистом взрослого чемпионата Беларуси. В 2022 году снова стал третьим на чемпионате страны, к тому же, был с бронзовой наградой на турнире памяти Олега Караваева. В январе 2023 года был вице-чемпионом Беларуси в весе до 77 кг. В мае 2023 году выиграл бронзовую медаль на международном турнире памяти Бенур Пашаяна в Армении. В конце 2023 года выиграл кубок Беларуси. В начале 2024 года принял участие на чемпионате Европы. В августе 2024 года финишировал на третьем месте чемпионата Беларуси в весе до 87 кг.

## Спортивные достижения
- Первенство России среди кадетов 2013 — ;
- Первенство Беларуси до 23 лет 2018, 2019 — ;
- Чемпионат Беларуси 2018 — ;
- Чемпионат Беларуси 2019, 2022, 2024, 2025 — ;
- Чемпионат Беларуси 2023 — ;
- Кубок Беларуси 2023 — ;

## Личная информация
Шуай является выпускником Гродненского государственного университета им. Янки Купалы.